# Rudolph Engelhardt

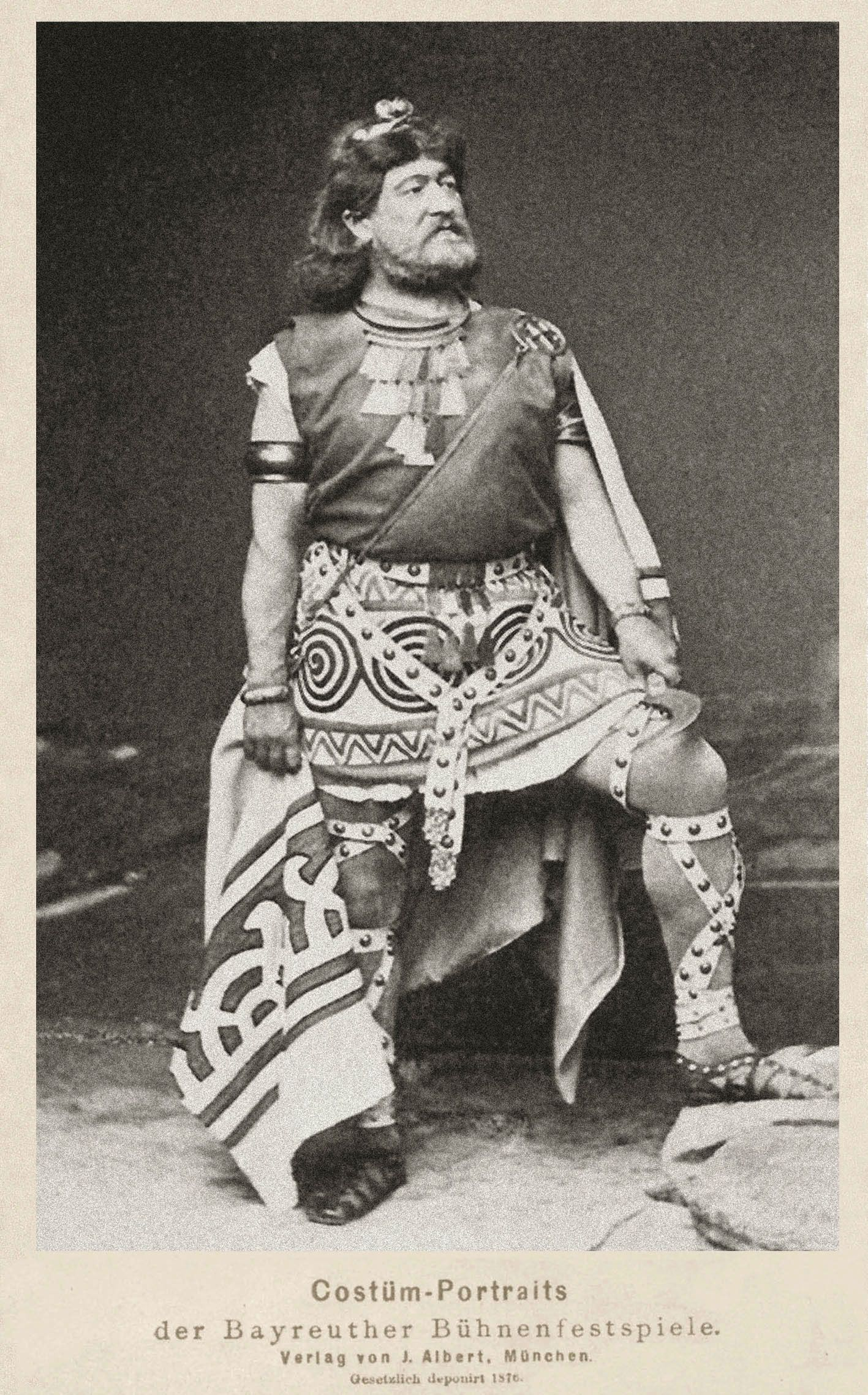
Rudolph Engelhardt bei den Bayreuther Festspielen 1876

Rudolph Engelhardt, auch Rudolph Engelhardt-Kabilla (um 1849 – 18. Oktober 1886 in Meiningen, Sachsen-Meiningen) war ein deutscher Opern- und Konzertsänger der Stimmlage Tenor.

## Leben
Engelhardt begann seine Bühnenlaufbahn in der Spielzeit 1873–74 mit einem Engagement am Hoftheater von Sondershausen in Thüringen.  In der folgenden Spielzeit war er am Stadttheater Königsberg in Ostpreußen verpflichtet, danach zwei Spielzeiten lang am Hoftheater zu Hannover. Zu Beginn seiner Karriere trat er auch als Rudolph Engelhardt-Kabilla auf. Bei den ersten Bayreuther Festspielen im Jahr 1876 übernahm er, im Wechsel mit Georg Unger, den Froh im Rheingold. Ab 1877 war Engelhardt  drei Spielzeiten lang am Opernhaus der Stadt Riga verpflichtet. Hier übernahm er vorwiegend Rollen des Heldentenorfaches, hatte aber auch Erfolge als Konzertsänger. So war er beispielsweise in den Szenen aus Goethes Faust von Robert Schumann zu hören oder im Oratorium Odysseus, op. 41 von Max Bruch.
1881 gastierte er am soeben neu erbauten Opernhaus in Frankfurt am Main in der Rolle des Vasco de Gama in Meyerbeers Afrikanerin. Als sein letztes Festengagement ist des Stadttheater von Augsburg verzeichnet, in der Spielzeit 1881–82. Er gab dann seine Karriere auf der Opernbühne auf, verdiente seinen Lebensunterhalt als Landgeometer im Herzogtum Sachsen-Meiningen. Engelhardt trat zumindest am 5. März 1886 als Konzertsänger auf. Er sang bei einem Kammerkonzert das später berühmte Lied Zueignung von Richard Strauss, gemeinsam mit drei weiteren Liedern aus dem op. 10. Es war dies der erste öffentliche Vortrag der Zueignung.